# Lục quân Quân Giải phóng Nhân dân Trung Quốc
Lục quân Quân Giải phóng Nhân dân Trung Quốc (中国人民解放军陆军) là lực lượng bộ binh lớn nhất thế giới với khoảng 1,55 triệu quân, trong đó 850.000 người là lực lượng thường trực thuộc các quân đoàn, còn lại là bộ đội địa phương. Lục quân Quân Giải phóng Nhân dân Trung Quốc có quy mô cấp Quân chủng (cơ quan ngang Bộ) trực thuộc Quân ủy Trung ương Trung Quốc có chức năng là quản lý, xây dựng lực lượng bộ binh trong thời bình và phối hợp hiệp đồng với các Chiến khu khi tác chiến liên hợp.

## Lịch sử
Trước năm 2016, Lục quân Trung Quốc chưa có tổ chức thành Quân chủng riêng, Bộ Tổng Tham mưu thực hiện quản lý chỉ huy các quân đoàn.
Ngày 11 tháng 1 năm 2016, Quân ủy Trung ương Trung Quốc được cải tổ toàn diện thực hiện theo cơ cấu chỉ huy tác chiến liên hợp quân ủy hình thành cục diện Quân ủy quản Tổng, Chiến khu chủ chiến, Quân chủng chủ kiến (xây dựng). Quân chủng Lục quân được hình thành, cộng thêm các Quân chủng vốn có là Không quân, Hải quân,  Pháo II, chỉ làm chức năng hàng ngày xây dựng quân đội, không còn đảm nhiệm chỉ huy tác chiến.

## Tên gọi
- Trước 2016, Lục quân chưa có tổ chức thành Quân chủng riêng chỉ trực thuộc do Bộ Tổng Tham mưu quản lý.
- 2016-nay, Quân chủng Lục quân Quân Giải phóng Nhân dân Trung Quốc

## Lãnh đạo Quân chủng Lục quân
| Tư lệnh 1. Thượng tướng Lý Tác Thành (12/2015—8/2017) 2. Thượng tướng Hàn Vệ Quốc (8/2017—） | Chính ủy 1. Thượng tướng Lưu Lôi (12/2015—） Tham mưu trưởng 1. Trung tướng Lưu Chấn Lập (12/2015—) |

| Phó Tư lệnh - Trung tướng Bành Bột (12/2015—） - Trung tướng Vưu Hải Đào (12/2015—） - Trung tướng Chu Tùng Hòa (12/2015—） - Trung tướng Phan Lương Thì (7/2016—） | Phó Chính ủy - Thiếu tướng Thạch Hiểu (12/2015—5/2016） - Trung tướng Điêu Quốc Tân (8/2016—） |

## Tổ chức

### Cơ quan chức năng
- Bộ Tham mưu
- Cục Công tác Chính trị
- Cục Đảm bảo hậu cần
- Cục Phát triển trang bị
- Ủy ban Kiểm tra Kỷ luật

### Các Học viện, Nhà trường và Viện Nghiên cứu Phát triển
- Học viện Quân sự Trung Quốc
- Học viện Lục quân Nam Kinh
- Học viện Lục quân Thạch Gia Trang
- Học viện Lục quân Nam Xương
- Học viện Lục quân Cơ giới Thạch Gia Trang
- Học viện Không quân Trung Quốc
- Học viện Pháo binh Trung Quốc
- Học viện Pháo binh Thẩm Dương
- Học viện Tăng Thiết giáp Trung Quốc
- Học viện Thông tin Trùng Khánh
- Học viện Biên phòng
- Trường Đại học Kỹ thuật Quân sự Lục quân Nam Kinh.
- Viện Phòng hóa
- Viện Cơ điện tử

### Các quân khu
- Quân khu Khu tự trị Tân Cương
- Quân khu Khu tự trị Tây Tạng
- Quân khu thành phố Bắc Kinh

### Quản lý xây dựng
- Lục quân Chiến khu Trung ương
- Lục quân Chiến khu Bắc bộ
- Lục quân Chiến khu Nam bộ
- Lục quân Chiến khu Đông bộ
- Lục quân Chiến khu Tây bộ